# Robert Cummings (attore 1895)
Robert Cummings (Los Angeles, 8 febbraio 1895 – Los Angeles, 22 luglio 1949) è stato un attore e regista statunitense.

## Biografia
Nato a Los Angeles, iniziò la sua carriera di attore a teatro. Il suo nome appare in numerosi spettacoli di Broadway fin dai primi anni del Novecento arrivando agli anni trenta. Al cinema, fece il suo debutto nel 1914.
Morì il 22 luglio 1949 nella sua città natale all'età di 54 anni.

## Filmografia
- The Jungle, regia di George Irving, Jack Pratt e Augustus E. Thomas (1914)
- The Spitfire, regia di Edwin S. Porter e Frederick A. Thomson (1914)
- The Little Gray Lady, regia di Francis Powers  (1914)
- Alias Jimmy Valentine, regia di Maurice Tourneur (1915)
- From the Valley of the Missing, regia di Frank Powell (1915)
- The Running Fight, regia di James Durkin (1915)
- The Cub, regia di Maurice Tourneur (1915)
- The Ivory Snuff Box, regia di Maurice Tourneur (1915)
- The Heart of the Blue Ridge, regia di James Young (1915)
- Camille, regia di Albert Capellani (1915)
- Fruits of Desire, regia di Oscar Eagle (1916)
- The Yellow Passport, regia di Edwin August (1916)
- The Wall Between, regia di John W. Noble (1916)
- A Million a Minute, regia di John W. Noble (1916)
- Paying the Price, regia di Frank H. Crane (1916)
- Romeo and Juliet, regia di John W. Noble e Francis X. Bushman (1916)
- The Brand of Cowardice, regia di John W. Noble (1916)
- The Awakening of Helena Ritchie, regia di John W. Noble (1916)
- Crime and Punishment, regia di Lawrence B. McGill (1917)
- The Law of Compensation, regia di Joseph A. Golden e Julius Steger (1917)
- Betsy Ross, regia di George Cowl, Travers Vale (1917)
- A Rich Man's Plaything, regia di Carl Harbaugh (1917)
- The Devil's Playground, regia di Harry McRae Webster (1917)
- The Song of Songs, regia di Joseph Kaufman (1918)
- The Trap, regia di George Archainbaud (1918)
- Virtuous Men, regia di Ralph Ince (1919)
- The Golden Shower, regia di John W. Noble (1919)
- The Face at Your Window, regia di Richard Stanton (1920)
- Convict's Code, regia di Harry Revier (1930)
- It Happened in Paris, regia di M.J. Weisfeldt (1932)
- Make a Million, regia di Lewis D. Collins (1935)
- I'd Give My Life, regia di Edwin L. Marin (1936)
- Lady Be Careful, regia di Theodore Reed (1936)
- The Outer Gate, regia di Raymond Cannon (1937)